# Lincoln (Rhode Island)
Lincoln é uma vila localizada no estado americano de Rhode Island, no condado de Providence. Foi fundada em 1650 e incorporada em 1871.

## Geografia
De acordo com o United States Census Bureau, a vila tem uma área de 49 km², onde 46,9 km² estão cobertos por terra e 2,1 km² por água.

## Demografia
Segundo o censo nacional de 2010, a sua população é de 21 105 habitantes e sua densidade populacional é de 449,71 hab/km². Possui 9 062 residências, que resulta em uma densidade de 193,09 residências/km².